# Едвін Лорд Вікс

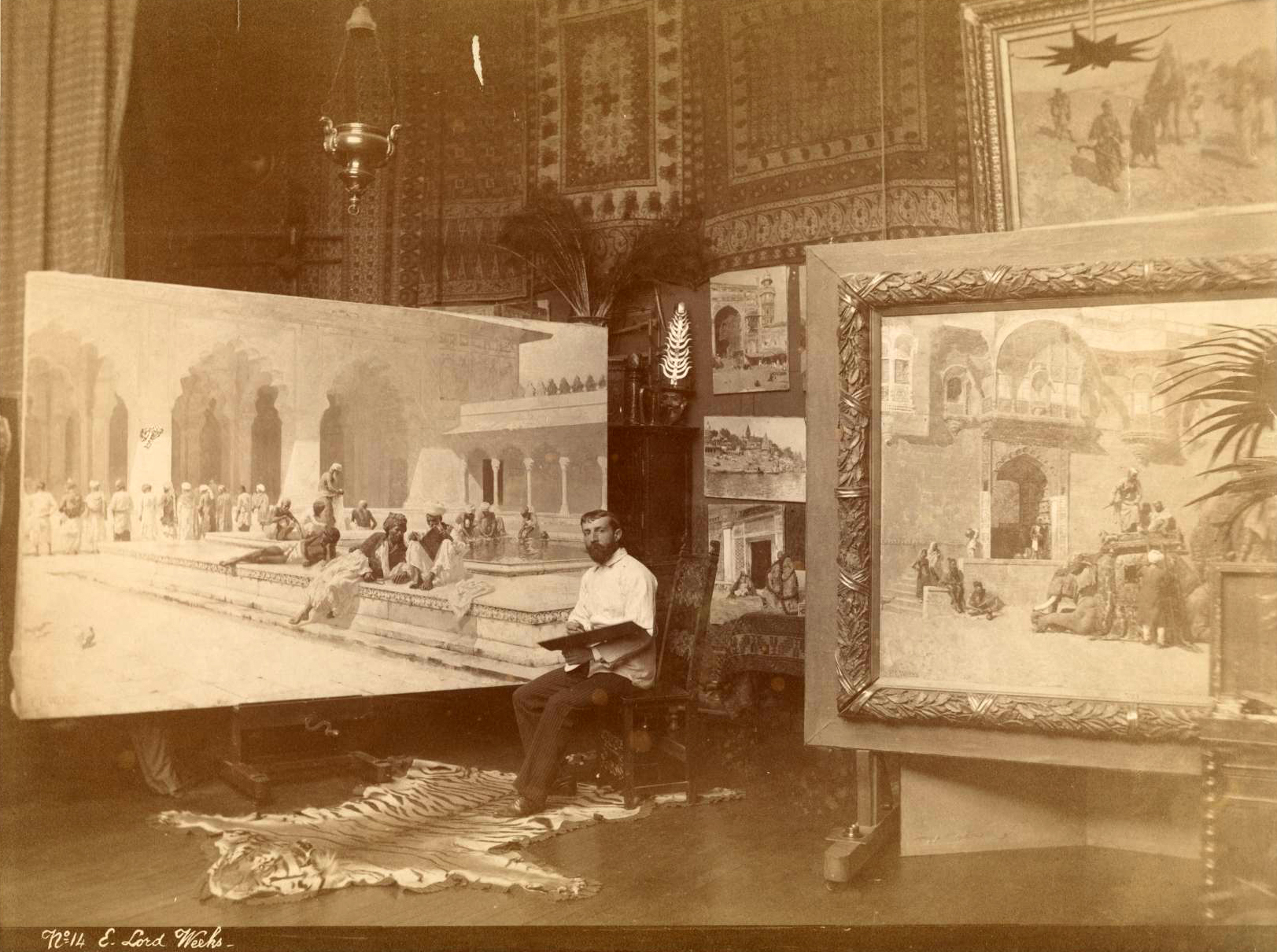
Едвін Лорд Вікс

Едвін Лорд Вікс (англ. Edwin Lord Weeks 1849, Бостон —  17 листопада, 1903, Париж) — американський художник другої половини XIX ст, мандрівник і менше письменник.

## Життєпис
Народився в місті Бостон. Походив з родини забезпеченого комерсанта з продажу чаю та прянощів. Стаки батьків надали можливість сину брати уроки малювання і здійснити подорожі в Суринам. Збережена картина, виконана вісімнадцятирічним художником і датована 1867 роком.
У 21-річному віці відкрив власну майстерню у передмісті Бостона в селищі Ньютон. Того ж року узяв шлюб із місіс Френсіс Роллінгс Хейс, що походила з Нью-Гемпшира.

### Перша подорож до арабських країн
Через рік відбув у Європу, також відвідав Арабський схід — Єгипет, Сирію і Палестину. Малював в країнах Північної Африки. До цього періоду належить картина «Порт Танжер», датована 1872 роком. Він повернувся у США і дав в бостонських журналах описи власних мандрів, а також організував виставку власних творів в Бостонському арт-клубі. Це сприяло популяризації його як художника в рідному місті. 23 червня 1874 разом із дружиною відбув у Париж.

### В Парижі. Майстерня Леона Бонна

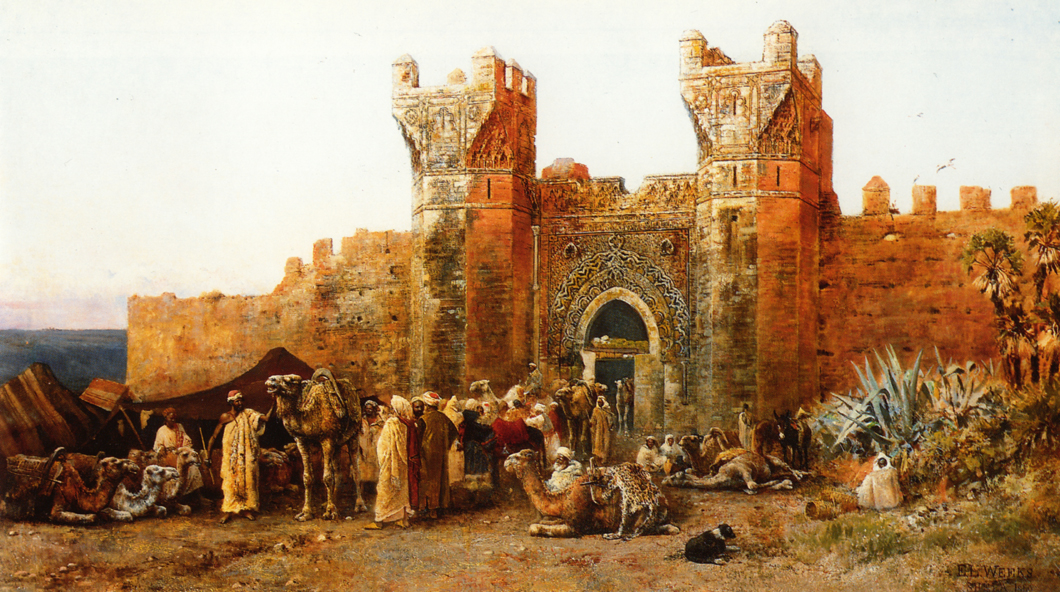
«Караван біля брами міста Шелах, Марокко»

В Парижі подав заявку на навчання в майстерню Жана-Леона Жерома. Поки чекав відповіді, влаштувався у майстерню художника Леона Бонна (1833—1922), прихильника реалізму в живопису. Праця в майстерн Бонна настільки сподобалась, що він не побажав покидати Бонна навіть тоді, коли отримав дозвіл на працю в майстерні Жерома. Згодом це породило плутанину в статтях про художника, котрого помилково залучили до учнів Жерома. Художник знав про це ще за життя і відповідав, що він завжди був учнем Леона Бонна. 
В майстерні Бонна його реалістичний стиль зміцнів, а Вікс доповнив майстерність працею на пленері. Відомо, що 1875 року працював в Каїрі, а на другий рік відвідав Марокко. 
В лютому 1877 відвідав Бостон, де відкрив власну виставку-продаж власних творів. Виставка мала успіх і картини непогано продав. Цих коштів вистачить на дальню подорож до Індії, котру митець запланував неодмінно відвідати в майбутньому.
У 1878 вперше виставив власну картину в Паризькому салоні, долучившись до офіційно визнаних художників.

### Подорож в Індію
У 1883 року відбув у подорож до Індії. Розробив шлях суходолом через Афганістан і Іран. Мав чимало перепонів через небезпеки, негоду і епідемію холери, що лютувала в краї. В Індії перебував два роки, де відвідав декілька міст. Повернувся 1892 р. у Париж морем, де житиме наступні одинадцять років.

### Останні роки
Як письменник створив і оприлюднив дві книги.
Помер 17 листопада 1903 в Парижі, за припущеннями від тропічної хвороби, котру вивіз з одної з азійських країн. 

## Вибрані твори
- «Порт Танжер», 1872 р.

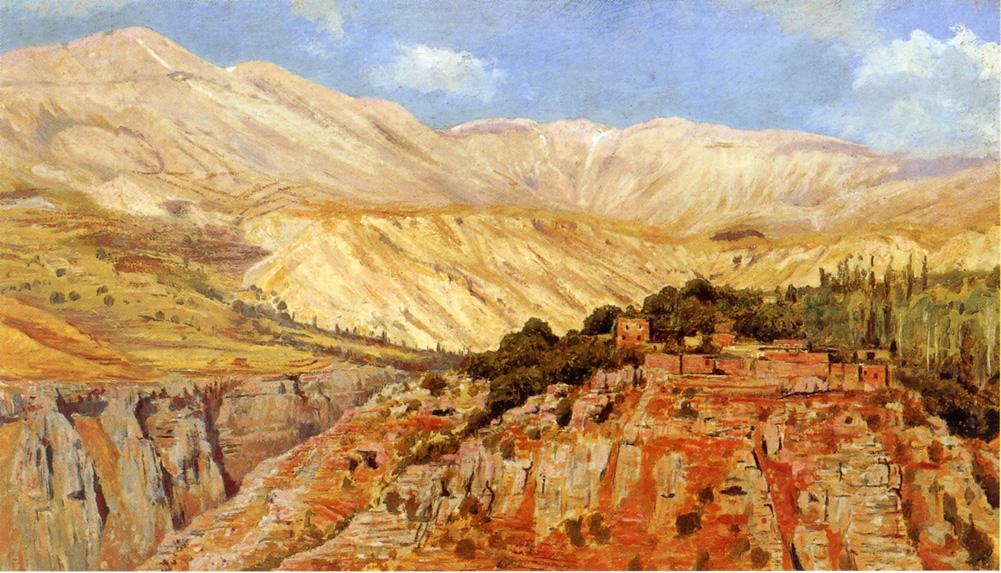
«Селище в Атлаських горах, Марокко»

- «Головна вулиця священного міста Матхура»
- «Інтер'єр Кордовської мечеті», бл. 1880, Художній музей Волтерс
- «Парадний човен з махараджею Бенареса», 1883
- «Бенарес. Річка», 1883
- «Обряд на річці в священому місті Матхура», 1883, Музей мистецтв округу Лос-Анжелес
- «Мавзолей Тадж Махал з боку сада», 1883, Художній музей Волтерс
- «Стара мечеть у передмісті Делі, Індія», бл. 1885, Бруклінський музей.
- «Парадний портал мечеті», 1885
- «Імператор і його оточення повертаються з Великої мечеті в Делі», бл. 1886, Портландський мистецький музей, США
- «Ринковий день», 1880-ті роки, Музей мистецтва Епплтона, США
- «Виїзд князя на полювання з соколами з форта Гваліор», 1887
- «Князь Гваліора в своєму палаці», бл. 1887
- «Виїзд на полювання в добу імперії», 1887
- «Князь на подвір'ї форта Амер», 1888
- «Продаж дешевої їжі біля мечеті Вазір Хан, Лахор», 1889, приватна збірка
- «Королівський слон перед брамою мечеті Джемі-Масджид священого міста Матхура», Індія, 1895, приватна збірка
- «Верблюди біля колодязя»
- «Кав'ярня в Персії»
- «Брама міста Тебріз, Персія»
- «Останній шлях небіжчика річкою, Індія»
- «Ринок коней у Бомбеї»
- «Караван біля брами міста Шегал, Марокко»

## Галерея обраних картин

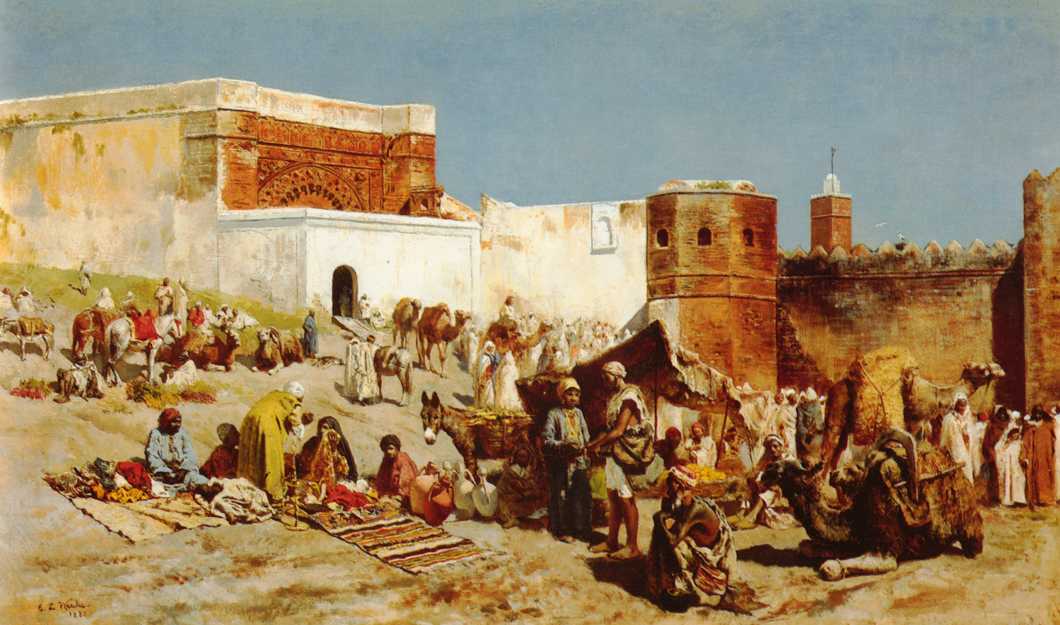
«Ринок просто неба в Марокко»

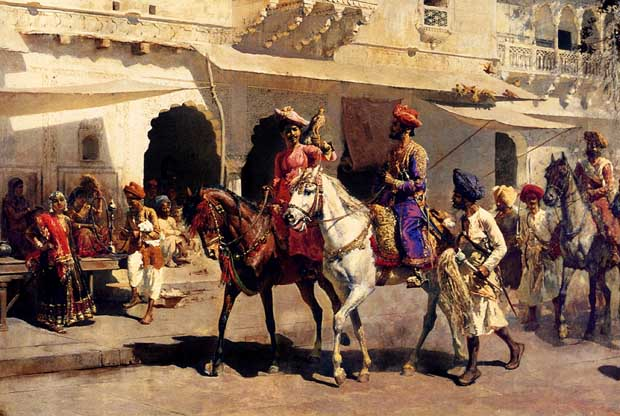
«Виїзд князя на полювання з соколами з форта Гваліор», 1887
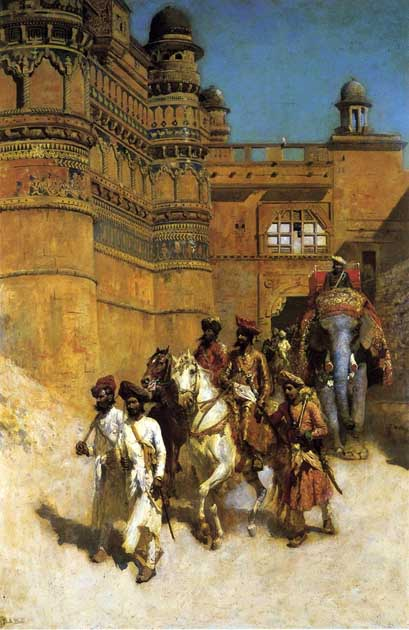
«Князь Гваліора в своєму палаці», бл. 1887
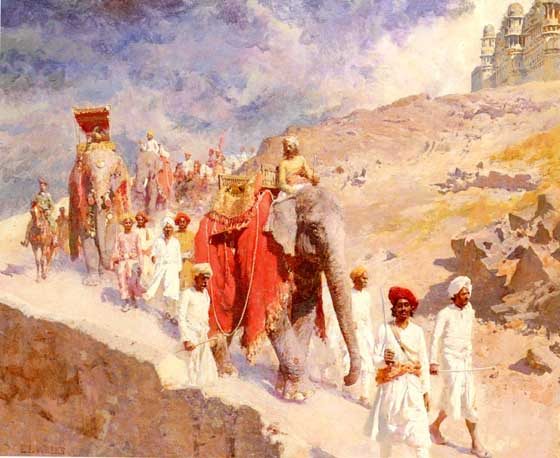
«Виїзд на полювання в добу імперії», 1887
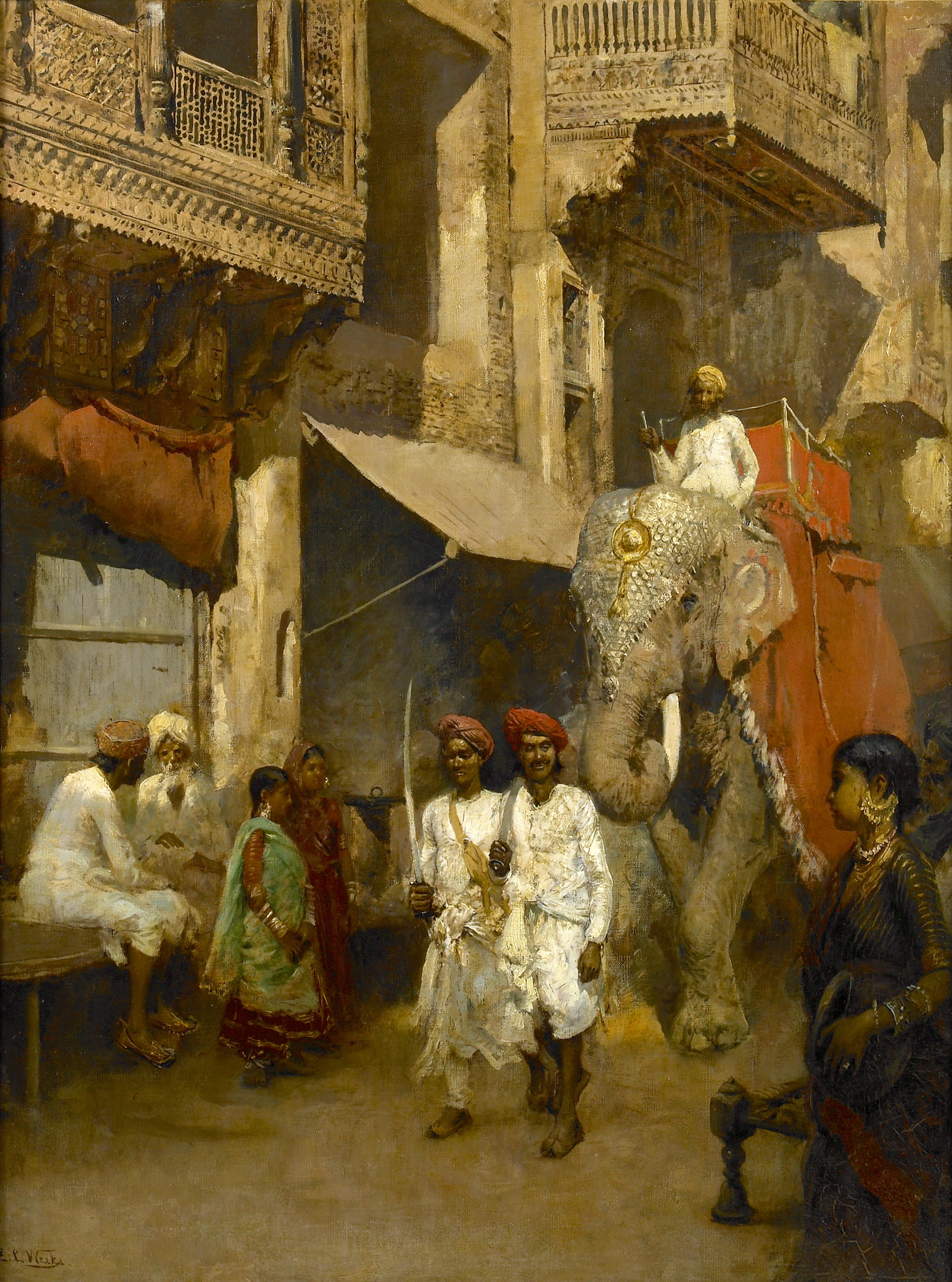
«Головна вулиця священого міста Матхура»
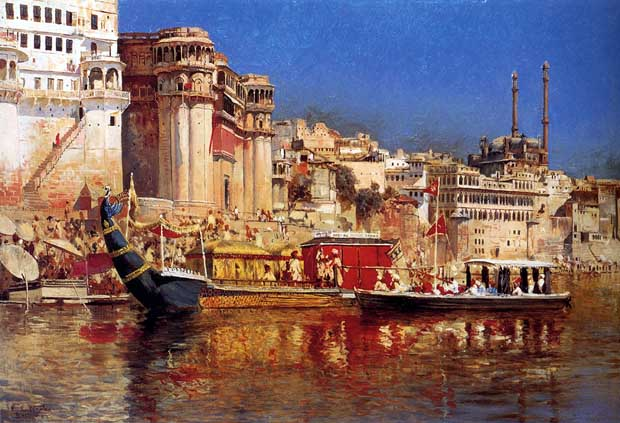
«Парадний човен з махараджею Бенареса», 1883
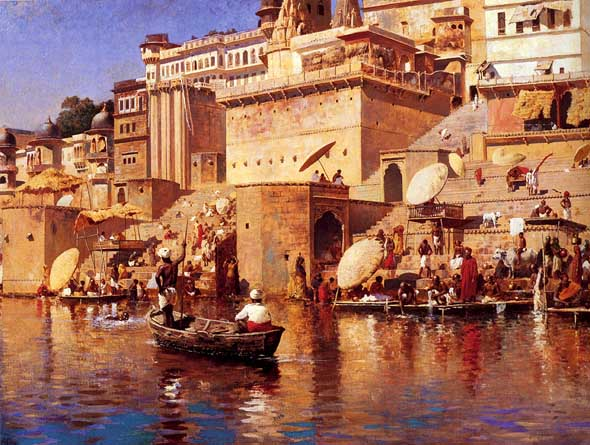
«Бенарес. Річка», 1883
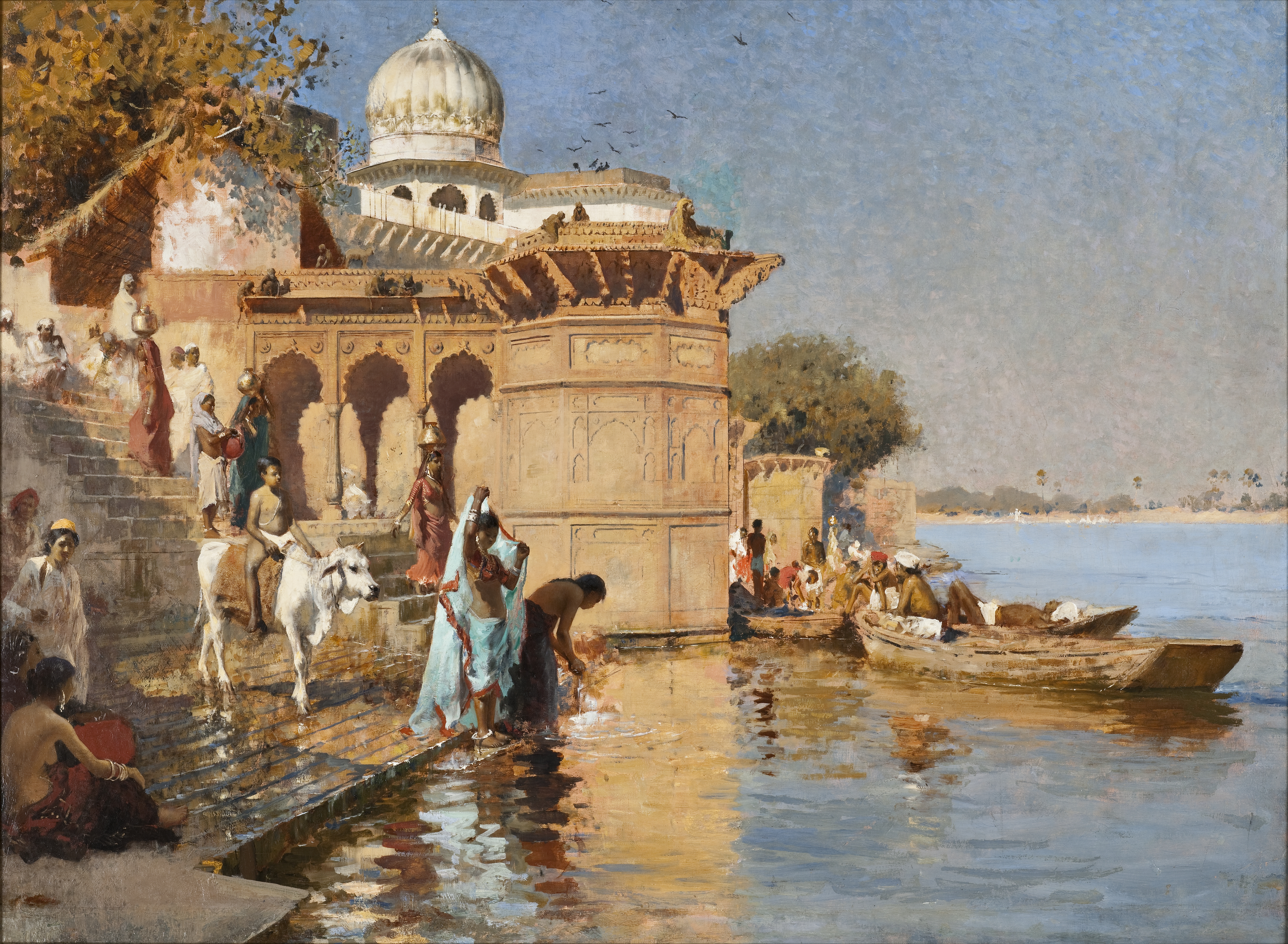
«Обряд на річці в священому місті Матхура», 1883, Музей мистецтв округу Лос-Анжелес
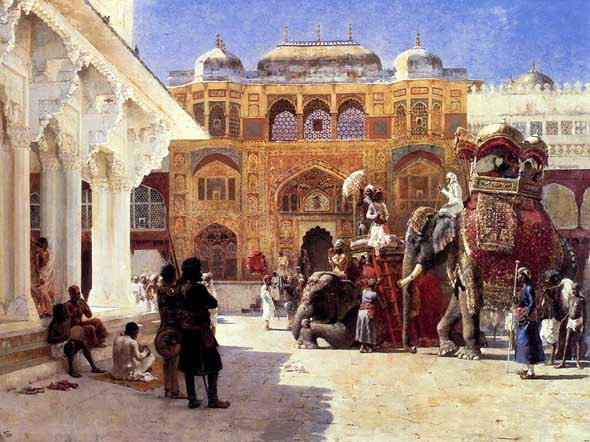
«Князь на подвір'ї форта Амер», 1888
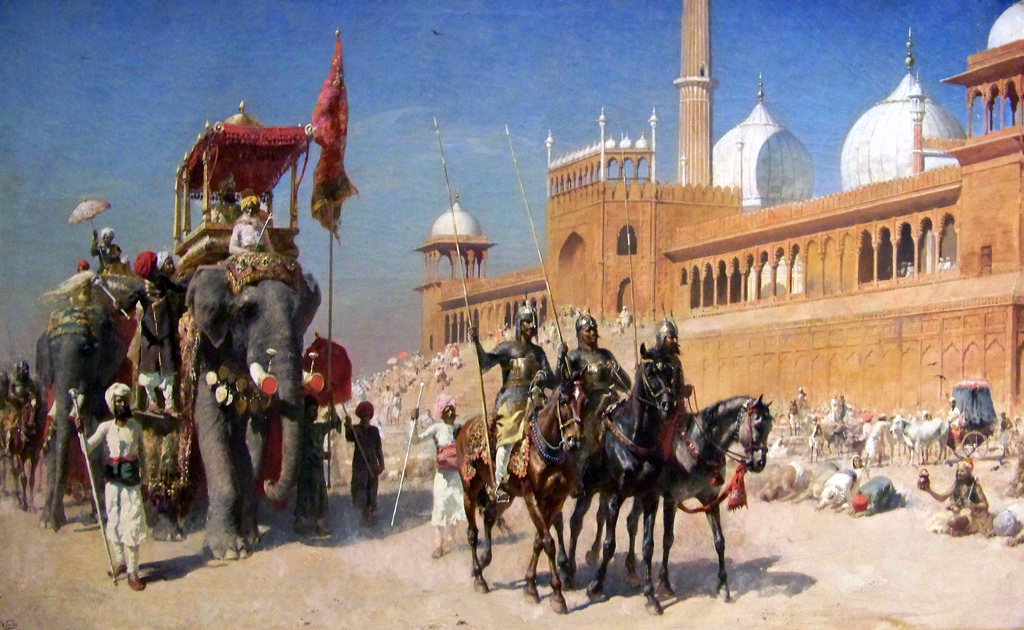
«Імператор і його оточення повертаються з Великої мечеті в Делі», бл. 1886, Художній музей (Портленд), США
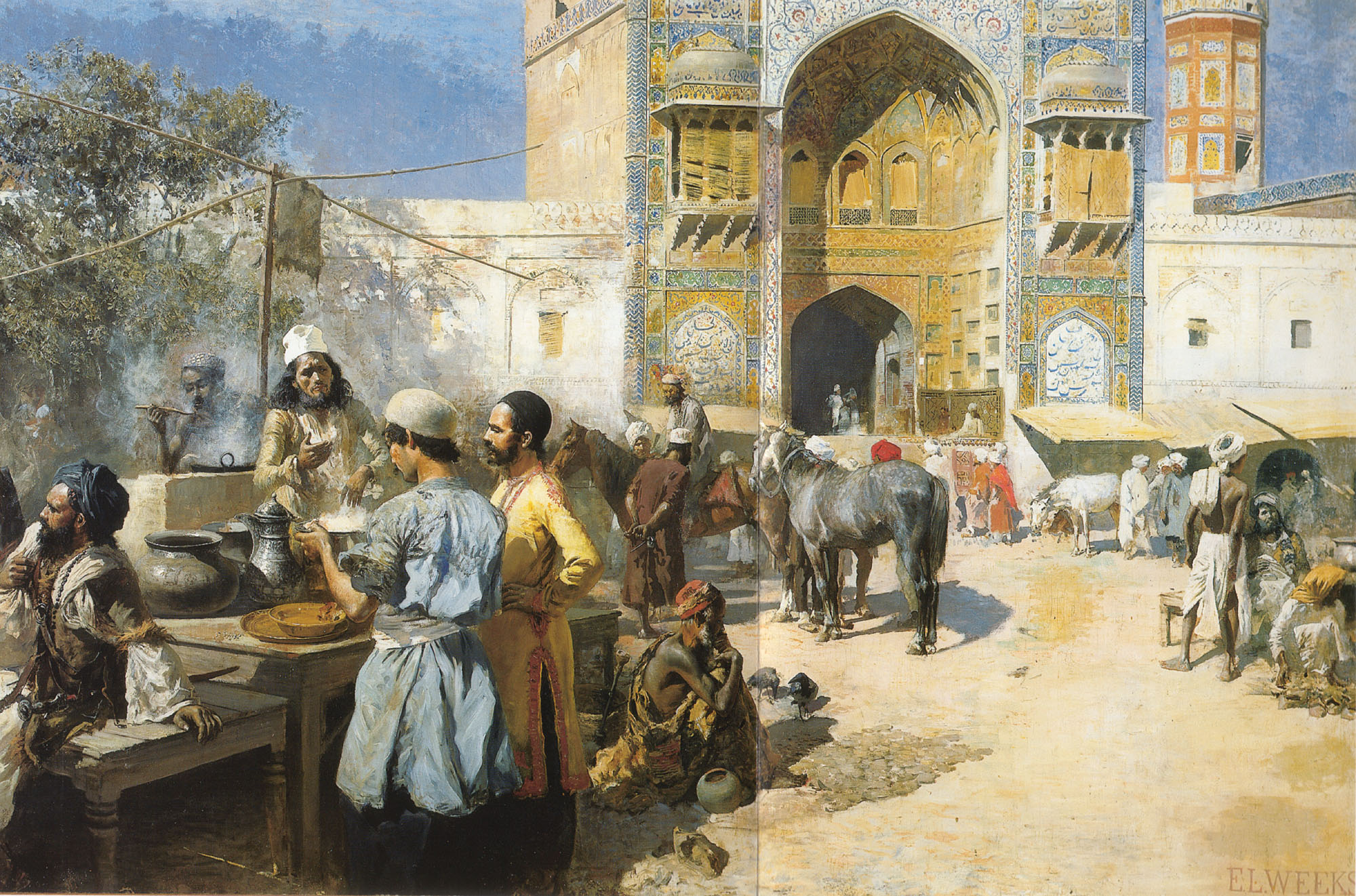
«Продаж дешевої їжі біля мечеті Вазір Хан, Лахор», 1889, приватна збірка
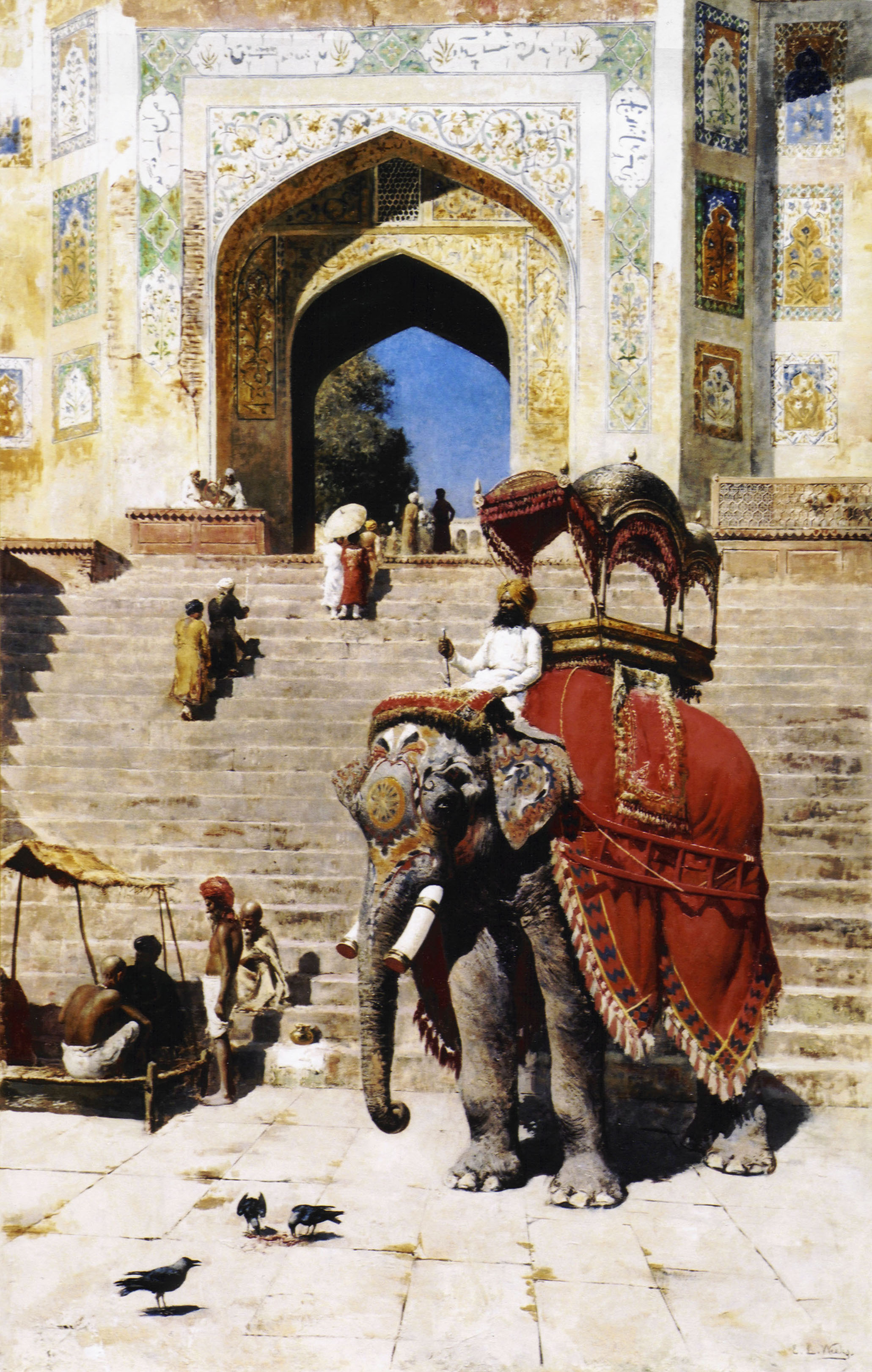
«Королівський слон перед брамою священого міста Матхура», Індія, 1895, приватна збірка
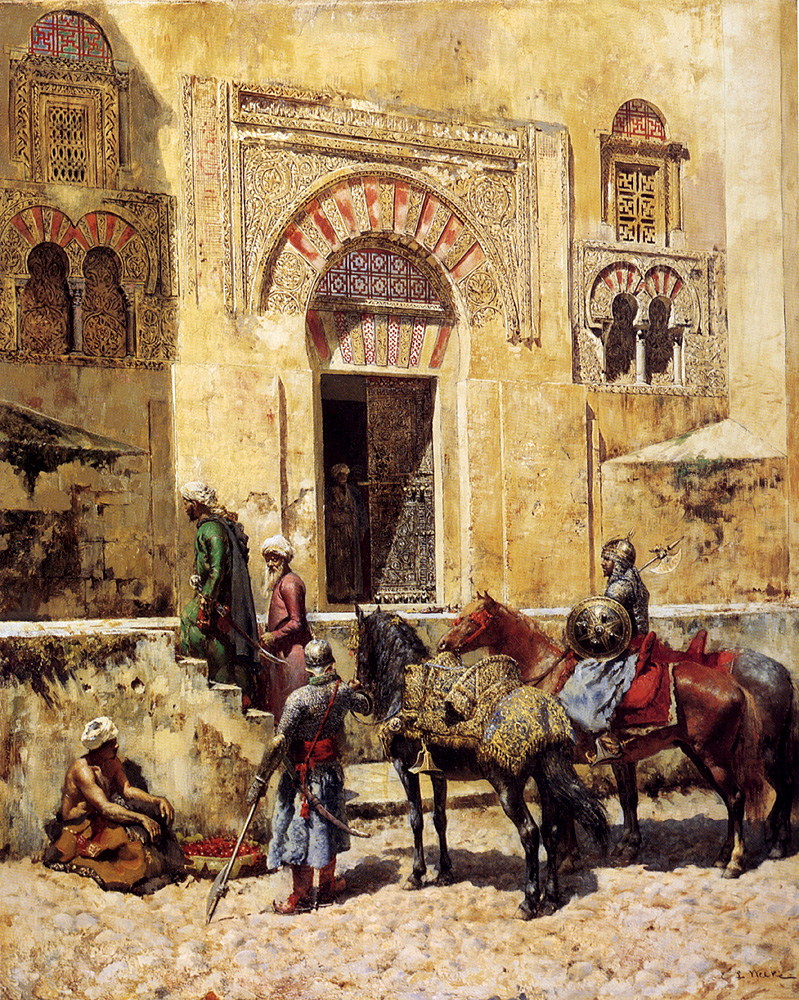
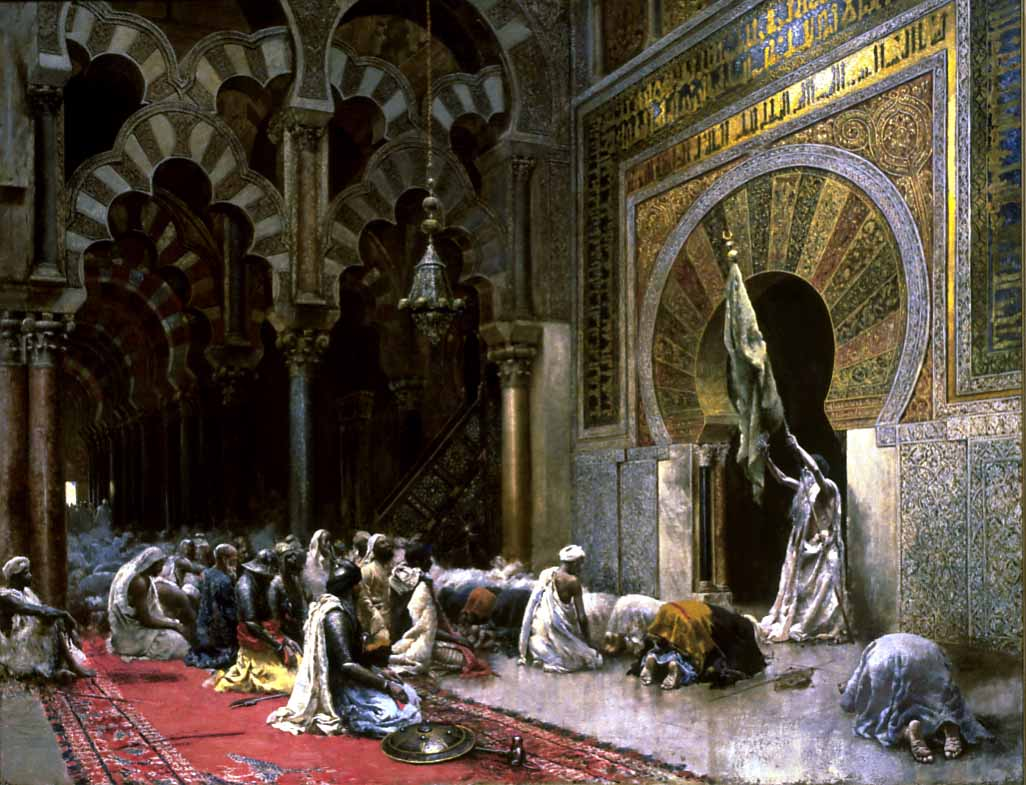
«Інтер'єр Кордовської мечеті», бл. 1880, Художній музей Волтерс
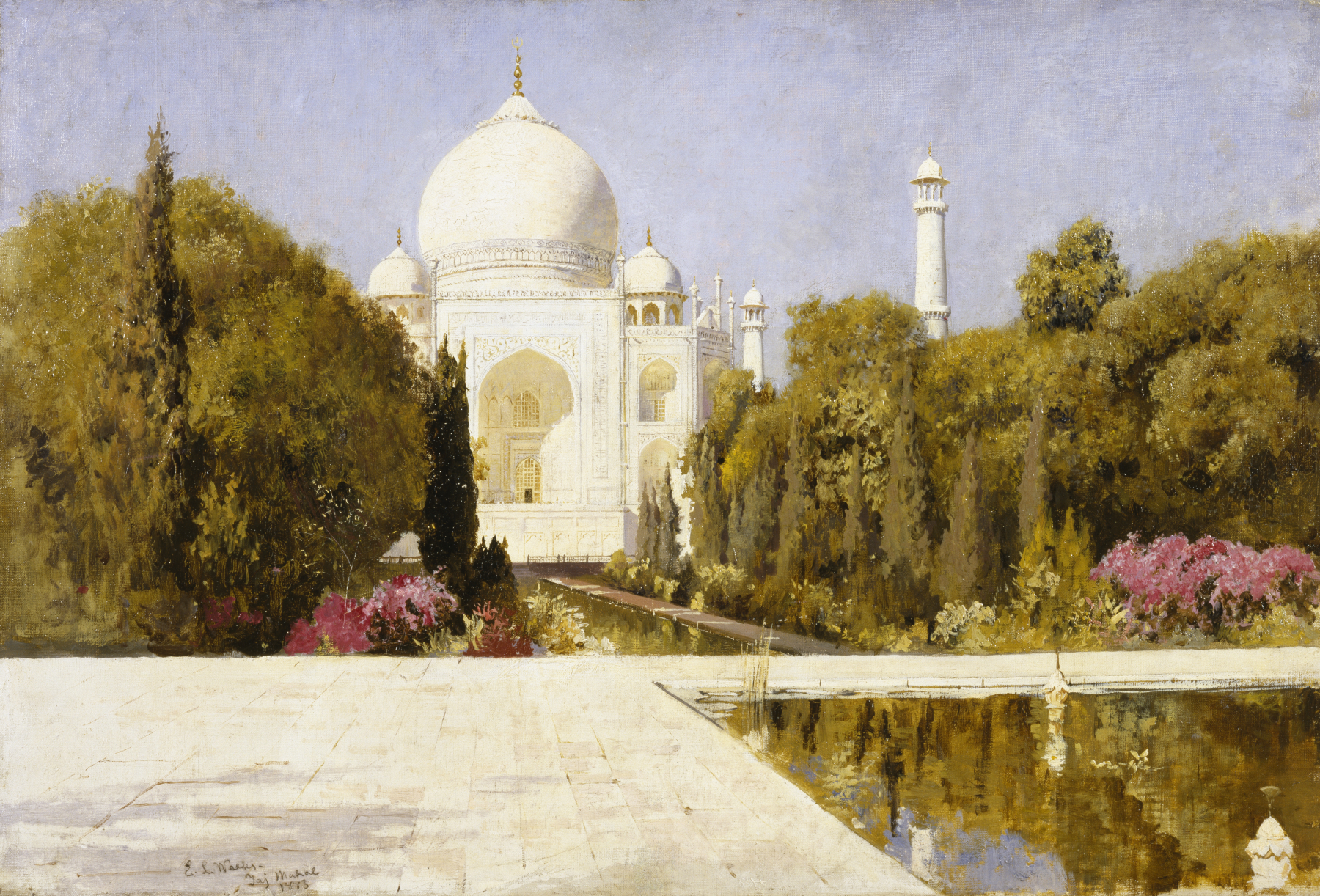
«Мавзолей Тадж Махал з боку сада», 1883, Художній музей Волтерс